# Phil Brown (Schauspieler)
Philip Mortimer Brown (* 30. April 1916 in Cambridge, Massachusetts; † 9. Februar 2006 in Woodland Hills, Kalifornien) war ein US-amerikanischer Schauspieler.

## Leben
Brown, Sohn eines Arztes, studierte Schauspiel an der Stanford University. Hier schloss er 1937 ab und wirkte seit 1938 am Group Theatre of New York. In „Everywhere I Roam“ hatte er seine erste Rolle als Tänzer am Broadway. Außerdem spielte er in politischen Kabaretts. Er unterstützte die Republikanische Sache während des spanischen Bürgerkrieges und organisierte eine die Sowjetunion im Zweiten Weltkrieg unterstützende Kundgebung im Madison Square Garden. Ab 1941 spielte er diverse Nebenrollen in Hollywood-Filmen verschiedener Genres. Häufig wurde er auf die Rolle des glücklosen Verehrers der Hauptdarstellerin besetzt, etwa von Hedy Lamarr, Jean Arthur und Claudette Colbert. In Robert Siodmaks Film noir Rächer der Unterwelt übernahm er die Rolle des Nick Adams, die in der Vorlage des Films – Ernest Hemingways Kurzgeschichte Die Killer – der Erzähler aus der Ich-Perspektive war.
1952 landete Brown inmitten der McCarthy-Ära auf der Schwarzen Liste Hollywoods, da man ihm aufgrund seines progressiven politischen Engagements vorwarf, ein Kommunist zu sein, was er selbst stets verneinte. Deshalb ging er 1953 ins britische Exil, wo er bis 1993 blieb. In Großbritannien wirkte er am Theater, in Kinofilmen und im Fernsehen. Im britischen Film und Fernsehen verkörperte er mit seinem Akzent nunmehr vorrangig amerikanische Figuren in Nebenrollen, am Theater war er aber auch teilweise Hauptdarsteller. Seine wahrscheinlich bekannteste Rolle ist die des Owen Lars, Onkel von Luke Skywalker, in dem Filmklassiker Krieg der Sterne (1977). Brown kommentierte dazu, dass es im Vergleich zu anderen seiner Rollen nur ein relativ kleiner Part gewesen sei, und er sich nie viele Gedanken um die Rolle gemacht habe.
Phil Brown war von 1940 bis zu seinem Tod mit Virginia Brown verheiratet, das Paar hatte einen Sohn. Er starb im Februar 2006 im Alter von 89 Jahren an den Folgen einer Lungenentzündung.

## Filmografie (Auswahl)
- 1941: I Wanted Wings
- 1941: H.M. Pulham, Esq.
- 1942: Calling Dr. Gillespie
- 1945: The Jungle Captive
- 1945: Over 21
- 1945: Jahrmarkt der Liebe (State Fair)
- 1946: Rächer der Unterwelt (The Killers)
- 1947: Johnny O’Clock
- 1948: Erbe des Henkers (Moonrise)
- 1948: The Luck of the Irish
- 1949: Der Wahnsinn des Dr. Clive (Obsession)
- 1949: Haus der Sehnsucht (Give Us This Day)
- 1954: Sein größter Prozeß (The Green Scarf)
- 1957: Ein König in New York (A King in New York)
- 1958: Die gelbe Hölle (The Camp on Blood Island)
- 1959: Beherrscher der Meere (John Paul Jones)
- 1962: Verrat auf Befehl (The Counterfeit Traitor)
- 1965: Zwischenfall im Atlantik (The Bedford Incident)
- 1966: Ein Junge schrie Mord (The Boy Cried Murder)
- 1967: Bombe 10.10 Uhr (Bomba u 10 i 10)
- 1969: Fahr zur Hölle, Gringo (Land Raiders)
- 1970: Bonanza (Fernsehserie, Folge 12x01 Brandstiftung)
- 1970: Wendekreis des Krebses (Tropic of Cancer)
- 1971: Valdez (Valdez is Coming)
- 1972: Kein Pardon für Schutzengel (The Protectors, Fernsehserie, Folge 1x06)
- 1973: Scalawag
- 1975: Die romantische Engländerin (The Romantic Englishwoman)
- 1976: Inspektor Clouseau, der „beste“ Mann bei Interpol (The Pink Panther Strikes Again)
- 1977: Das Ultimatum (Twilight’s Last Gleaming)
- 1977: Krieg der Sterne (Star Wars)
- 1977: Silber, Banken und Ganoven (Silver Bears)
- 1978: Superman
- 1979: Die unglaublichen Geschichten von Roald Dahl (Tales of the Unexpected, Fernsehserie, Folge 1x07)
- 1980: Die Profis (The Professionals, Fernsehserie, Folge 4x06)
- 1980: J. Robert Oppenheimer – Atomphysiker (Oppenheimer, Miniserie, 2 Folgen)
- 1981: Winston Churchill (Winston Churchill: The Wilderness Years, Miniserie, 2 Folgen)
- 1988: Mamma Lucia (The Fortunate Pilgrim, Miniserie, 3 Folgen)
- 1992: Chaplin
- 1999: Battlestar Galactica: The Second Coming (Kurzfilm)